# Universidad de Konyang
Konyang Universidad es una universidad privada de Nonsan, Corea del Sur.
Konyang fue fundada en 1991. Tiene más de 10 000 estudiantes matriculados. Cerca del 10 % de los estudiantes son extranjeros, principalmente de China. El fundador y el primero presidente fue el Dr. Kim Hee-soo.